# Santo Domingo Tomaltepec
Santo Domingo Tomaltepec är en ort i Mexiko.   Den ligger i kommunen Santo Domingo Tomaltepec och delstaten Oaxaca, i den sydöstra delen av landet, 400 km sydost om huvudstaden Mexico City. Santo Domingo Tomaltepec ligger 1 587 meter över havet och antalet invånare är 2 483.
Terrängen runt Santo Domingo Tomaltepec är kuperad norrut, men söderut är den platt. Runt Santo Domingo Tomaltepec är det ganska tätbefolkat, med 52 invånare per kvadratkilometer. Närmaste större samhälle är Oaxaca de Juárez, 10,7 km väster om Santo Domingo Tomaltepec. I omgivningarna runt Santo Domingo Tomaltepec växer huvudsakligen savannskog.